# 閬中紅四方面軍總政治部舊址
閬中紅四方面軍總政治部舊址位於四川省南充市閬中市，文物遺址年代判定為1935年。2012年7月16日公佈為第八批四川省文物保護單位。
閬中紅四方面軍總政治部舊址位於四川省南充市閬中市古城區南街西側秦家大院子。建築座西向東，占地面積2684平方米，總建築面積1300平方米，是一個沿中軸線佈局的二進四合院民居。1935年4月初紅四方面軍部政治部等機關移駐閬中縣城，紅四方面軍領導人徐向前、張琴新等曾在此指揮渡江西進。2003年，閬中紅四方面軍總政治部舊址被閬中市人民政府公佈為市（縣）級文物保護單位。